# Million's Poet
El poeta del millón (en inglés: Million's Poet, en árabe: شاعر المليون‎) es un programa de telerrealidad emiratí, dedicado a la poesía árabe.
Se emite por Abu Dhabi TV y The Million's Poet Channel.
Este show ha sido comparado con American Idol, es muy popular en Oriente Medio, en su primera temporada superó la popularidad televisiva del fútbol.
En 2010, Hissa Hilal fue la primera finalista femenina; recitó un poema que criticaba las fatwas.